# دنیل نی آجیه
دنیل نی آجیه (انگلیسی: Daniel Nii Adjei؛ زادهٔ ۱۷ ژوئن ۱۹۸۸) بازیکن فوتبال اهل غنا است.
از باشگاه‌هایی که در آن بازی کرده است می‌توان به باشگاه فوتبال تی‌پی مازمبه اشاره کرد.
وی همچنین در تیم ملی فوتبال غنا بازی کرده است.